# Christa Zopfi

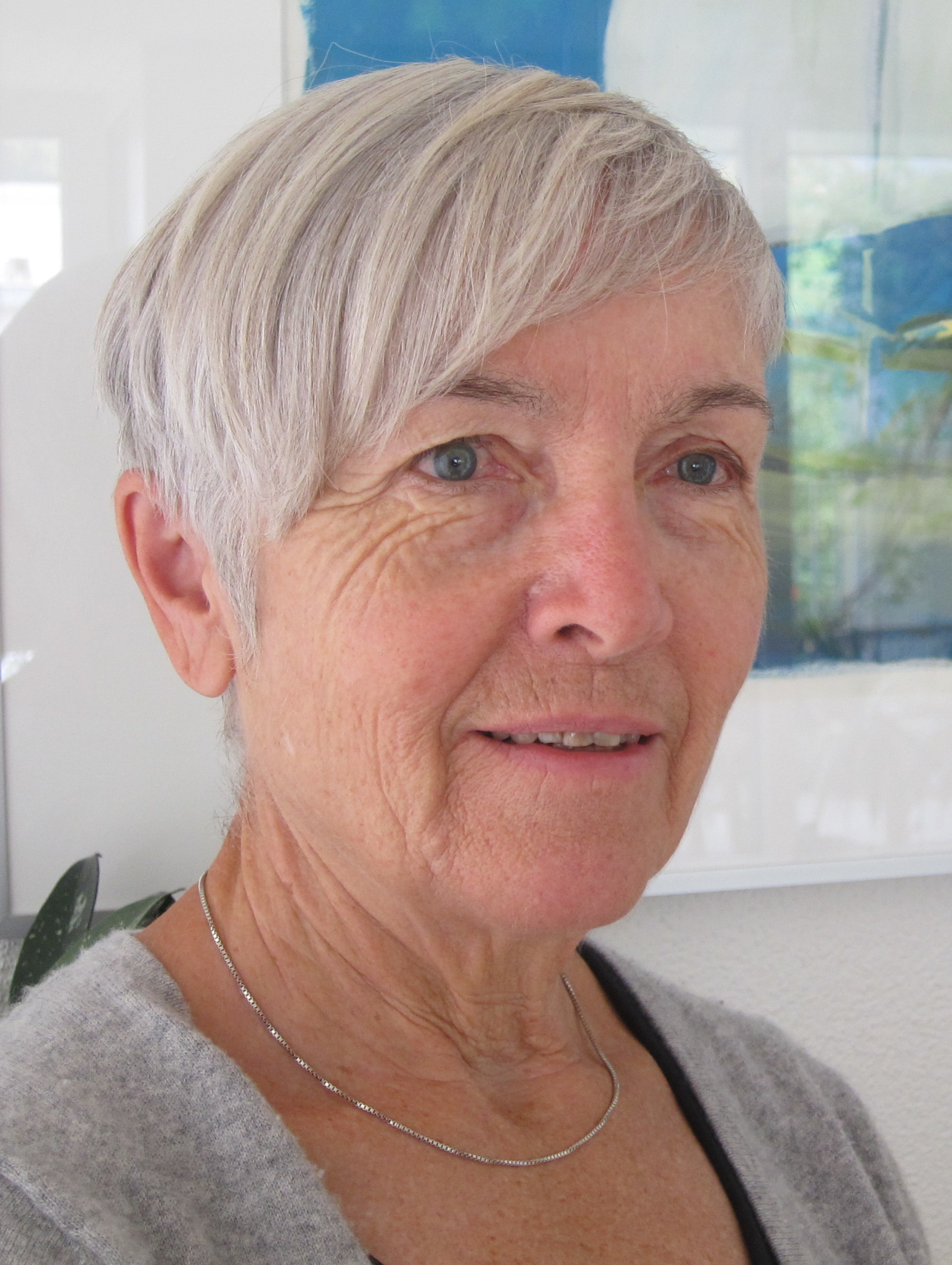
Christa Zopfi (2016)

Christa Zopfi (* 14. Juli 1947 in Zürich) ist eine Schweizer Redaktorin, Erwachsenenbildnerin und Autorin.

## Leben
Christa Zopfi ist in Zürich aufgewachsen. Nach der Ausbildung zur Kindergärtnerin und mehrjähriger Tätigkeit in diesem Beruf wurde sie leitende Redaktorin der Fachzeitschrift kindergarten. Später war sie Redaktorin der Zeitschrift FriZ des Schweizerischen Friedensrates und leitende Redaktorin von Netz der Pflegekinder-Aktion Schweiz.
Als Erwachsenenbildnerin leitete und organisierte sie Kurse in kreativem Schreiben und andern Textformen sowie zu pädagogischen Themen.
Christa Zopfi ist seit 1968 verheiratet mit dem Schriftsteller Emil Zopfi und Mutter von zwei Kindern.

## Publikationen
- Wörter mit Flügeln – Kreatives Schreiben. Zytglogge Verlag, Gümligen 1995, mit Emil Zopfi, ISBN 3-7296-0505-4.
- Leichter im Text – Ein Schreibtraining. Zytglogge Verlag, Gümligen 2001, mit Emil Zopfi, ISBN 3-7296-0626-3.
- Schreiben mit allen Sinnen. Kreatives Schreiben in der Unterstufe. Verlag LCH, Dachverband Schweizer Lehrerinnen und Lehrer, Zürich 2012, mit Olivia Nussbaumer und Evi Zurschmitten, ISBN 978-3-908024-23-1.
- Sehnsucht nach den Grünen Höhen. Literarische Wanderungen zwischen Pfannenstiel, Churfirsten und Tödi, Rotpunktverlag, Zürich 2014, mit Emil Zopfi, ISBN 978-3-85869-621-2.
- Sonnenlüfte atmen. Literarische Wanderungen in der Ostschweiz. Rotpunktverlag, Zürich 2017, mit Emil Zopfi, ISBN 978-3-85869-731-8.

| Personendaten    | Personendaten                     |
| ---------------- | --------------------------------- |
| NAME             | Zopfi, Christa                    |
| KURZBESCHREIBUNG | Schweizer Redakteurin und Autorin |
| GEBURTSDATUM     | 14. Juli 1947                     |
| GEBURTSORT       | Zürich                            |